# 厚木市立愛甲小学校
厚木市立愛甲小学校（あつぎしりつ あいこうしょうがっこう）は、神奈川県厚木市愛甲西1丁目にある公立小学校。

## 沿革
出典
- 1976年（昭和51年）4月 - 厚木市立南毛利小学校から愛甲・船子地区を分離し、開校。
- 1977年（昭和52年）2月 - 校章・校旗・校歌を制定。
- 1979年（昭和54年）6月 - プール完成。
- 1980年（昭和55年）8月 - 夜間照明施設新設、校庭開放。
- 1982年（昭和57年）4月 - 公民館併設の体育館、校舎増築（B棟・C棟）完成。
- 1986年（昭和61年）3月 - 創立10周年記念式典挙行し、植物観察園「ふれあいの森」完成。
- 1987年（昭和62年）12月 - 楽焼き庫完成。
- 1988年（昭和63年）9月 - 阿夫利の間完成
- 1990年（平成2年）
  - 4月 - 校庭改修工事完成（スプリンクラー設置）。
  - 10月 - PC教室完成。
- 1994年（平成6年）
  - 3月 - 体育器具庫完成。
  - 9月 - 正門前信号機設置。
- 1996年（平成8年）
  - 3月 - 創立20周年記念誌「なしのみ」発行。
  - 11月 - ISDN電話回線設置、インターネット接続、「こねっとプラン」参画。
- 1998年（平成10年）8月 - PC教室、全児童PCにインターネット接続。
- 2000年（平成12年）11月 - 和田傳生誕百周年記念事業に和田傳作詞の校歌を発表。
- 2001年（平成13年）9月 - 耐震工事完了。
- 2004年（平成16年）4月 - 「心の教室」（相談室）設置。
- 2005年（平成17年） - 創立30周年記念事業実施し、創立30周年記念誌「なしのみ」発行。
- 2006年（平成18年）9月 - ビオトープ「ふれあいの池」完成。
- 2007年（平成19年）4月 - 図書貸し出しシステム導入。
- 2008年（平成20年）5月 - 体育館緞帳改修。
- 2009年（平成21年）6月 - 中庭の芝生化。
- 2010年（平成22年）12月 - プール北側防球ネット設置。
- 2013年（平成25年）3月 - 正門改修。
- 2014年（平成26年）12月 - 普通教室への冷暖房設置工事。
- 2015年（平成27年）12月 - 体育館照明をLEDタイプのものへ交換。
- 2018年（平成30年）
  - 5月 - 児童クラブ増室。
  - 12月 - 校務用パソコン設置。
- 2019年（令和元年）5月 - この月から8月まで、受水槽改修。
- 2021年（令和3年）
  - 2月 - GIGAスクール構想により、1人1台タブレット端末整備
  - 7月 - 正門前信号機待機場所整備。
  - 10月 - プール床塗装工事
  - 11月 - 体育館緞帳一部改修。
- 2022年（令和4年）
  - 6月 - プールサイド補修工事。
  - 12月 - 体育館緞帳一部改修。
- 2023年（令和5年）6月 - この月から、8月まで校庭全面改修、9月までC棟外壁塗装工事実施。

## 学校教育目標
出典
- 自律と尊重 -ともに学ぶ-

## 児童数
- 2024年（令和6年）4月1日時点

| 学年 | 1年 | 2年 | 3年 | 4年 | 5年 | 6年 | 合計 |
| ---- | --- | --- | --- | --- | --- | --- | ---- |
| 学級 | 2   | 3   | 3   | 3   | 3   | 2   | 16   |
| 児童 | 58  | 85  | 73  | 75  | 90  | 68  | 449  |

## 通学区域と進学先中学校
出典

### 通学区域
- 長谷（一部）
- 船子の一部
- 大字愛甲
- 愛甲1丁目
- 愛甲2丁目
- 愛甲3丁目
- 愛甲4丁目
- 愛甲東1丁目
- 愛甲東2丁目
- 愛甲東3丁目
- 愛甲西1丁目
- 愛甲西2丁目

### 進学中学校
- 厚木市立東名中学校（愛甲西2丁目の一部を除く）
- 厚木市立玉川中学校（愛甲西2丁目の一部のみ）

## 学校周辺
- 厚木市愛甲地区市民センター - 同一敷地内
- 旧玉川 - 校地のすぐ南側を流れる。
- 玉川 - 校地の北側を流れる。
- 上愛甲スポーツ広場
- 東名高速道路
- ハイウェイパークあつぎ
- 宝積寺

## アクセス
- 神奈川中央交通「厚43」系統で「依胡田（えごだ）」停留所下車後、
  - 森の里行のりばから、徒歩約445m・約7分。
  - 厚木バスセンター行のりばから、徒歩約500m・約8分。
    - なお、「依胡田」停留所から学校敷地までの最短距離は約225m前後だが、校門設置箇所の関係で、約2倍の距離となる。
- 東名高速東名厚木停留所より、
  - 上り線（新宿行・東京駅行）のりばから、徒歩約550m・約9分。
  - 下り線（箱根行・静岡駅行・浜松駅行・名古屋駅行）のりばから、徒歩約710m・約11分。
    - なお、下り線のりばからは上り線のりばからと同一ルートでの移動なら、約590mほどだが、上愛甲スポーツ広場付近の横断歩道を経由する必要があるため、やや遠廻りとなる。